# Balans
balans (stilizirano z malo začetnico) je glasbena skupina iz Ljubljane, ki ustvarja glasbo od leta 2013. 

## Zgodovina
Svoj fizični prvenec z naslovom Bunkerpop sta izdala leta 2017 pri neodvisni založbi ŠOP Records.
Februarja 2018 sta pri isti založbi izdala kritiško dobro sprejet album z naslovom Kva je s tabo.... V istem letu sta bila izbrana na 18. natečaju Radia Študent - Klubski maraton, ki mladim glasbenim skupinam omogoča koncertno turnejo po Sloveniji. V sklopu projekta sta posnela dve pesmi, ki sta bili izdani na kompilaciji Klubski maraton 2018. 
Januarja leta 2019 sta bila povabljena na koncert v okviru 5. edicije festivala Ment v Ljubljani. 13. maja je nato sledil njun tretji fizični album A vam je jasno (ŠOP Records), ki sta ga promovirala s koncertno turnejo od Dunaja do Skopja. Jeseni istega leta so bili razglašeni za INES Talent 2020 in prejeli pozitivne kritike s strani več slovenskih medijev.

## Člani

### Trenutni člani
- Andrej Pervanje — bas kitara, vokal
- Kristin Čona — vokal, električna kitara, bas kitara
- Jan Kmet — bobni

## Diskografija

### Albumi
- Praske na parketu (2015)
- LPT (2016)
- Bunkerpop (2017)
- Kva je s tabo... (2018)
- A vam je jasno (2019)
- Sam pravm (2020)
- nima smisla (2023)

### Kompilacije:
- Sounds from Slovenian Bedrooms V (ŠOP Records, 2023)
- Sounds from Slovenian Bedrooms II (ŠOP Records, 2019)
- Klubski maraton 2018 (ZARŠ, 2018)